# Smörgåsbord
Le smörgåsbord (étymologie : « table de pain beurré », prononcé [ˈsmœrɡɔsˌbuːɖ ] en suédois) est un type de buffet scandinave, originaire de Suède, constitué de nombreuses sortes de poissons, tels que le hareng, le saumon et l'anguille. L'ensemble est accompagné de diverses salades (concombre, par exemple), de charcuteries typiquement scandinaves, d’œufs, d'oignons et de pain, ainsi que de multiples plats chauds et froids rassemblés sur une table.
Le smörgåsbord, orthographié smorgasbord, se fit connaître internationalement à la Foire internationale de New York de 1939 lorsqu'il fut proposé au pavillon suédois par le Restaurant des Trois Couronnes. C'est généralement un repas de fête durant lequel les invités peuvent se servir à leur guise des plats dressés d'une grande variété. Au restaurant, ce terme désigne une table de buffet dressée avec de nombreux petits plats qu'on peut choisir suivant son appétit et l'addition qu'on a payée.

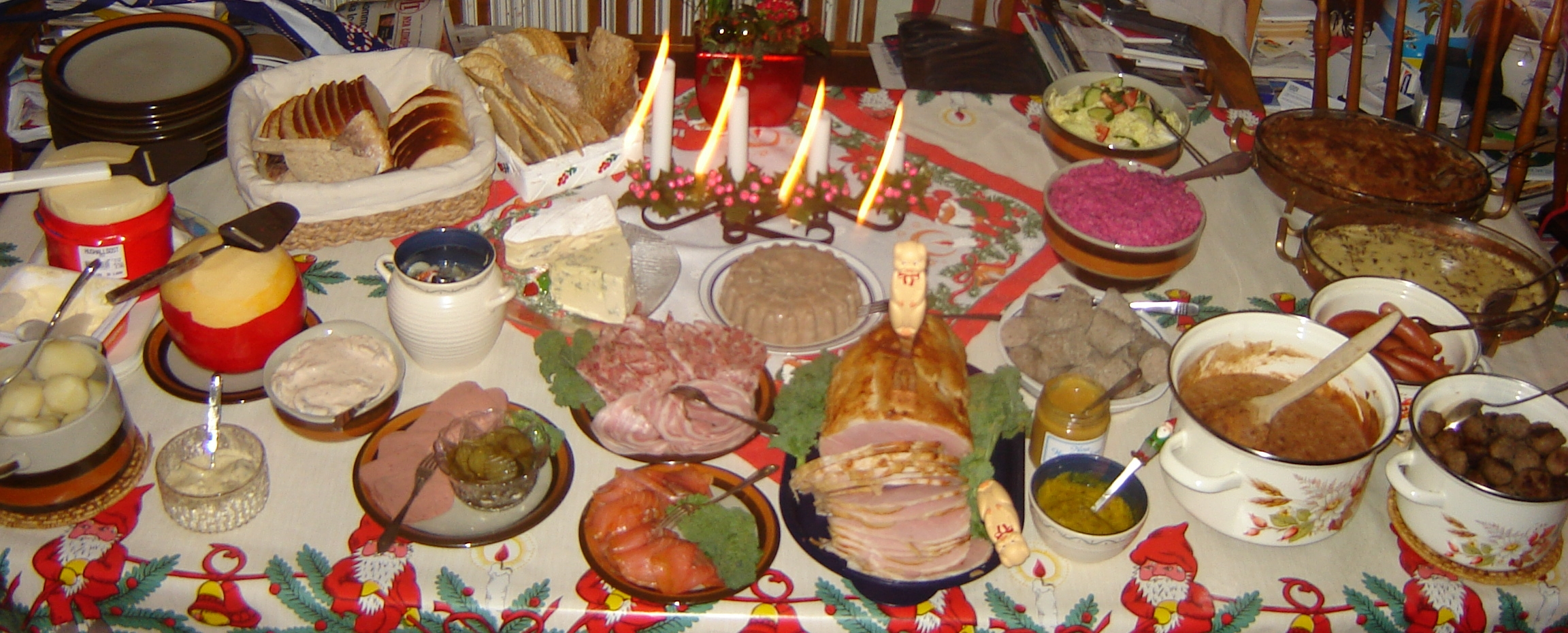
Diner de Noël, composé de smörgåsbord.

## Histoire

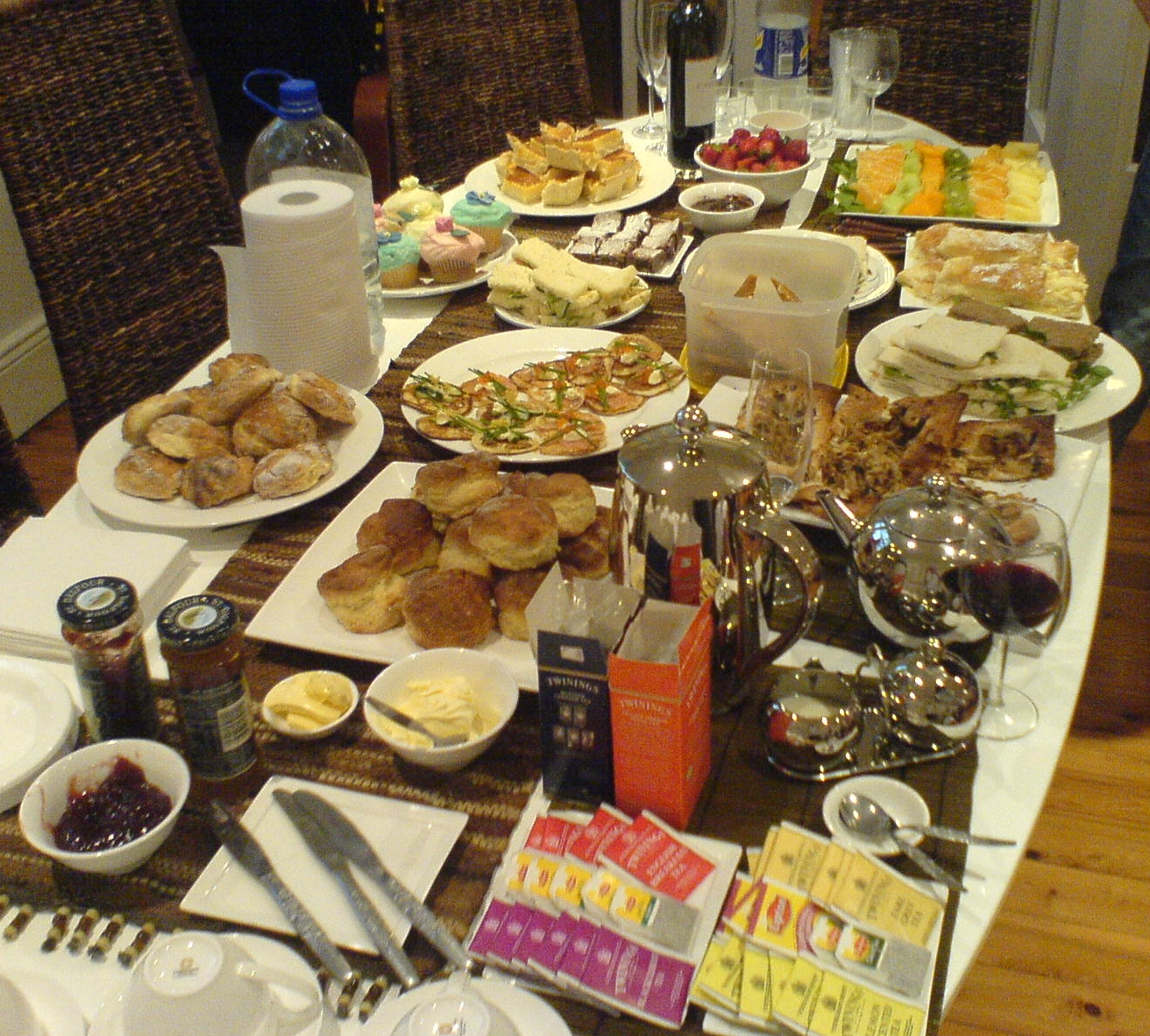
Smörgasbord, buffet suédois.

Les origines du smörgåsborg remontent au XIVe siècle. C'était alors un plat pour les riches marchands et les nobles. Au XVIe siècle, en Suède et en Finlande, les membres de la haute société marchande suédoise dressaient des « tables de schnapps » (brännvinsbord), de petits buffets présentés sur une table secondaire proposant une variété de Hors-d'œuvre servis avant un repas avant de s'installer à la table du dîner. Le plus simple brännvinsbord est composé de pain, de beurre, de fromage, de harengs et de plusieurs types de liqueurs, mais du saumon fumé, des saucisses et des charcuteries froides sont aussi servies. Le brännvinsbord était servi en tant qu'apéritif pour rassembler les convives et manger debout avant le dîner ou le souper, souvent deux à cinq heures avant le dîner, parfois avec les hommes et les femmes dans des pièces séparées.
Au XVIIe siècle, le smörgåsbord s'est répandu à travers les couches populaires de la société scandinave, alors que la nourriture sur la table secondaire passa sur la grande table principale et que le service commençait à proposer des plats chauds et froids. Le smörgåsbord était aussi servi à l'apéritif dans des hôtels et plus tard dans des gares ferroviaires, avant l'apparition des voitures-restaurants. Puis il est progressivement apparu dans les restaurants, surtout à partir des années 1910. Durant les Jeux olympiques de 1912, des restaurants de Stockholm cessèrent de servir le smörgåsbord en tant qu'apéritif et commencèrent à le servir comme plat principal.

## Dénomination
Dans le nord de l'Europe, le terme utilisé varie : on parle de koldtbord ou kaldtbord (« table froide ») en Norvège ; det kolde bord (« la table froide ») au Danemark ; kaltes Buffet (« buffet froid ») en Allemagne ; kalt hlaðborð (« buffet froid ») en Islande ; voileipäpöytä (« table de pain beurré ») ou ruotsalainen seisova pöytä (« table dressée suédoise ») en Finlande ; rootsi laud (« table suédoise ») ou külmlaud (« table froide ») en Estonie.
En Europe de l'Est, le terme signifie « table suédoise » dans chacune des langues : zviedru galds en Lettonie (bien que aukstais galds, « table froide », soit aussi un nom populaire) ; švediškas stalas en Lituanie ; шведский стол (shvedskiy stol) en Russie ; szwedzki stół en Pologne ; шведський стіл (shvedskyi stil) en Ukraine ; švédský stůl en République tchèque ; švédsky stôl en Slovaquie ; svédasztal en Hongrie ; шведски сто / švedski sto en Serbie ; švedski stol en Croatie et шведска маса (shvedska masa) en Bulgarie. De manière similaire au Japon, le terme バイキング / ヴァイキング (baikingu/vaikingu, c'est-à-dire « viking ») est un nom populaire utilisé.

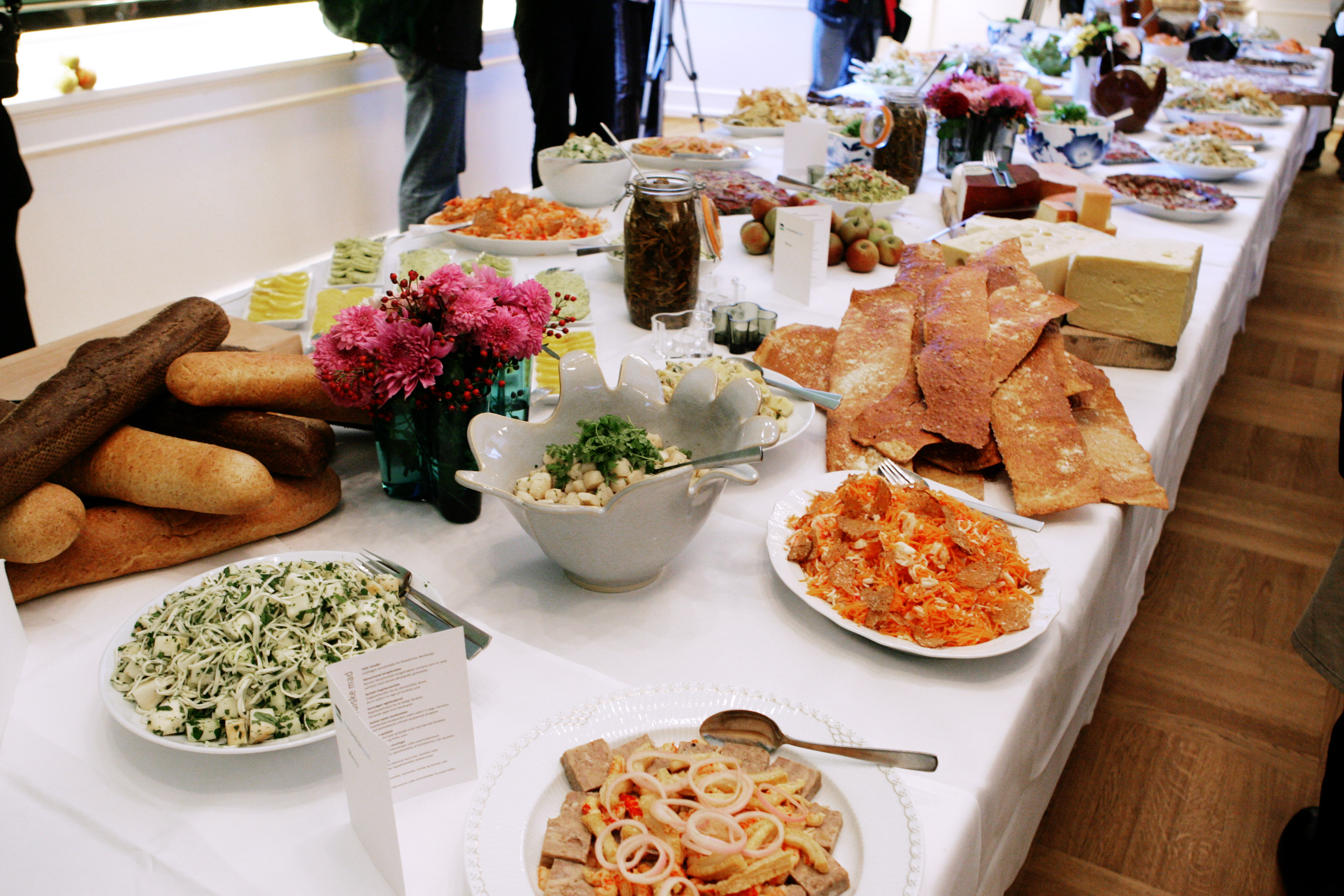
Un smörgåsbord nordique.

Smörgåsbord est un mot suédois composé de smörgås (« sandwich-tartine ») et bord (« table »). Smörgås est quant à lui constitué de smör (« beurre ») et gås (signifiant à l'origine « oie », mais a fini par désigner les petits morceaux de beurre qui se forment à la surface lorsqu'on bat de la crème. En effet, cela évoquait aux anciens paysans suédois des oies grasses nageant en surface. Ces petits morceaux de beurre étaient d'une taille idéale pour être tartinés sur du pain, c'est ainsi que smörgås finit par désigner du pain beurré. En Suède, le terme breda smörgåsar (« beurrer des tartines ») a été utilisé depuis au moins le XVIe siècle.
En anglais et également dans les langues scandinaves, le mot smörgåsbord désigne globalement tout buffet comportant une variété de plats — pas forcément lié aux traditions suédoises de Noël décrites dans cet article. Dans un sens plus large, le terme peut aussi désigner toute situation où un usager est invité à sélectionner ce qu'il souhaite parmi un large choix, par exemple, un smörgåsbord de cours universitaires, de livres dans une librairie, etc., un peu comme le « salmigondis » français.
Le terme ne doit pas être confondu avec le mot danois smørrebrød qui lui ressemble et signifie « pain-beurre ».
Le terme est aussi utilisé comme métaphore pour décrire un groupe d'éléments variés, synonyme d'un ensemble vaste de choix possibles. Au cours de la finale du concours de l'Eurovision 2013, la présentatrice Petra Mede a interprété une chanson à propos des clichés suédois, évoquant un « smörgåsbord suédois ».

## Smörgåsbordetjulebord
Un smörgåsbord traditionnel suédois contient des plats chauds et froids. Du pain, du beurre et du fromage sont toujours présents sur la table. C'est la tradition de commencer par les plats froids de poisson, incluant notamment du hareng, du saumon et de l'anguille sous diverses formes. Après cela, on poursuit le repas avec un second service (d'autres plats froids) et on termine avec les plats chauds. Un dessert peut être inclus ou pas.
Le julebord (littéralement « table de Noël ») est une forme particulière de smörgåsbord. Le julebord classique suédois occupe une place centrale dans la cuisine suédoise traditionnelle et il comprend souvent du pain trempé dans un bouillon de jambon et se poursuit avec une variété de poissons (saumon, hareng, corégone et anguille), du jambon rôti, des boulettes de viande, des travers de porc, du fromage de tête, de la saucisse, des pommes de terre à l'eau, du Janssons frestelse, du fromage, une salade de betteraves, du chou sous diverses formes et du gâteau de riz.
Traditionnellement, certains aliments sont associés ; le hareng se marie bien avec les pommes de terre bouillies et les œufs durs et on l'accompagne de spiritueux forts comme le schnaps, le brännvin ou l'akvavit, avec ou sans épices. Parmi les autres plats traditionnels, on trouve l'anguille fumée, le rollmops, la salade de hareng, le hareng cuit au four et le saumon fumé.

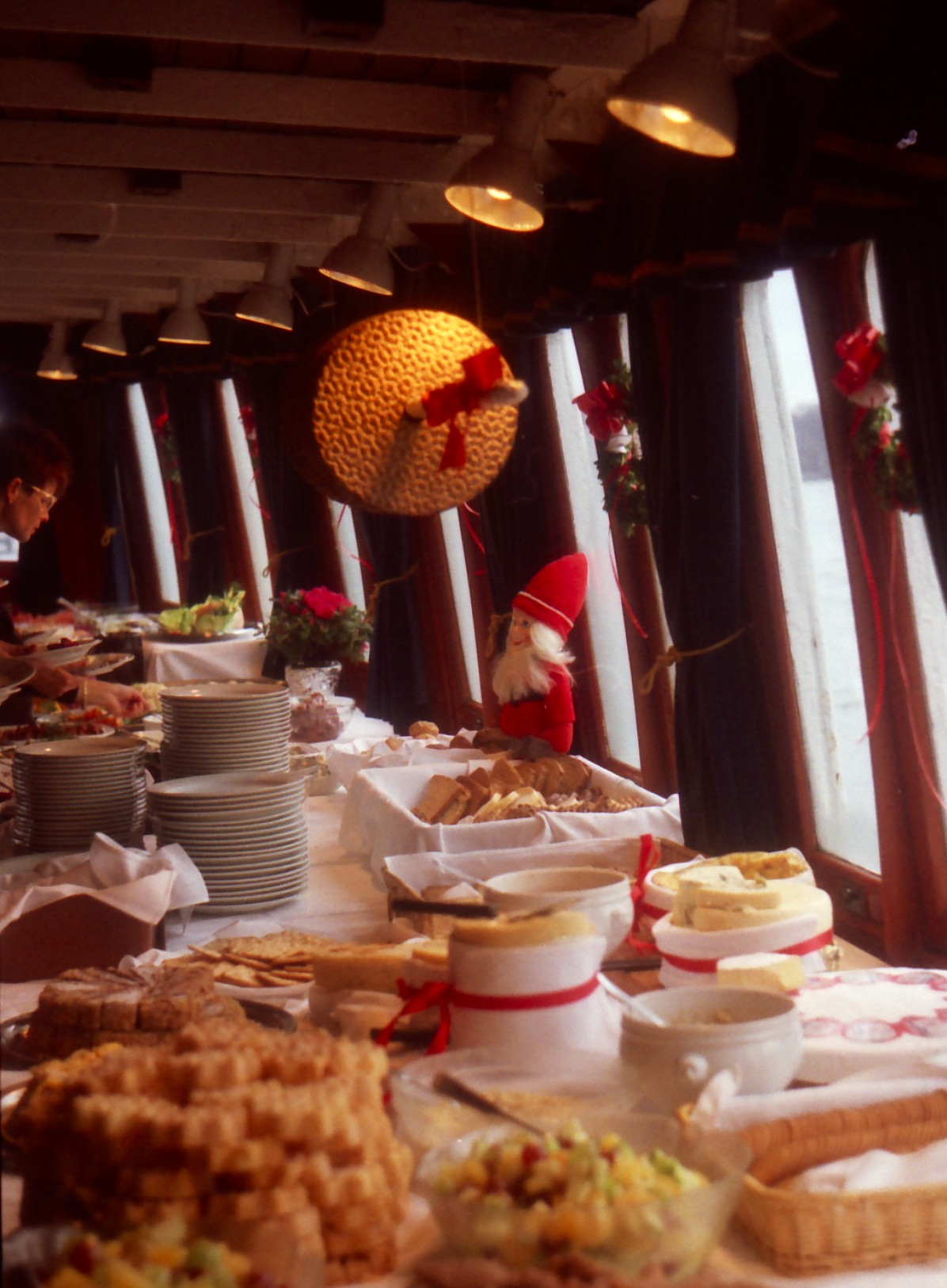
Julebord à bord du Gustavsberg VII en 1990.

Il y a aussi des saucisses de porc (fläskkorv), du porc fumé, des saucisses de pomme de terre (isterband), du chou farci (kåldolmar), des haricots cuisinés, de l'omelette aux crevettes ou aux champignons recouverts d'une sauce béchamel. On accompagne le tout d'une salade de betteraves à la mayonnaise et d'un potage de chou rouge, vert ou brun.
Le lutefisk, du poisson en saumure préparé à partir de merluche (de la lingue franche ou du cabillaud séché servi avec des pommes de terre à l'eau et une sauce béchamel) et des petits pois qui peuvent être servis avec les plats chauds ou comme quatrième service à part. Le lutefisk est souvent servi au dîner le surlendemain du traditionnel dîner-buffet de Noël. Parmi les desserts du julebord, il y a le riz au lait (risgrynsgröt) saupoudré de cannelle. Traditionnellement, une amande est cachée à l'intérieur du bol et celui qui la trouve reçoit une petite récompense ou bien on dit d'elle qu'elle va avoir de la chance. Le julebord est servi de début décembre jusqu'à Noël dans les restaurants et jusqu'à l'Épiphanie dans certains foyers. C'est une tradition pour la plupart des entreprises suédoises et norvégiennes d'organiser un julebord annuel entre novembre et janvier.
Au Danemark, une tradition typique proche est le julefrokost (« déjeuner de Noël »), qui comprend un smörgåsbord abondamment garni de plats froids aussi bien que chauds et beaucoup de bières et de schnaps. Il se distingue du dîner de Noël danois qui est servi le 24 décembre alors que le julefrokost est servi en famille et avec les amis le 25 ou 26 décembre. C'est aussi une tradition pour la majorité des entreprises danoises d'organiser un julefrokost annuel entre les mois de novembre et janvier.